# Cine digital

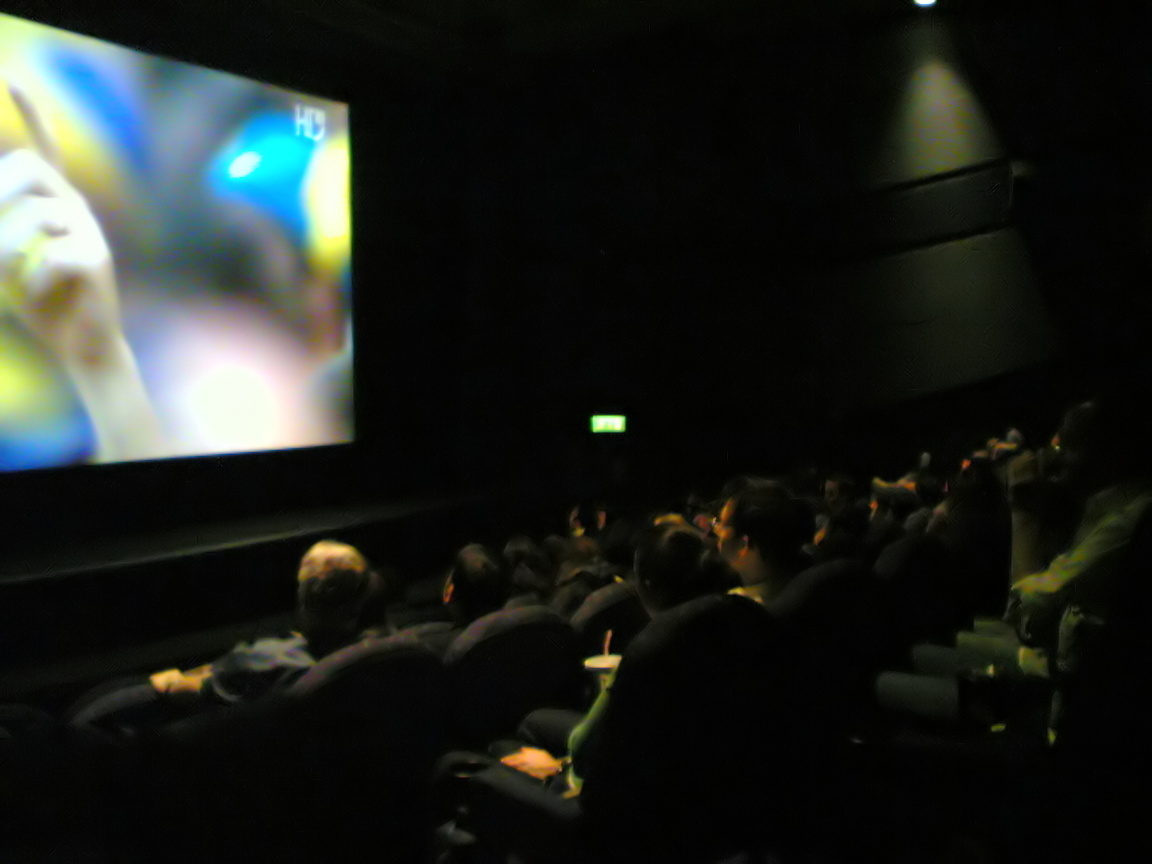
Aficionados al fútbol ven el partido de Inglaterra en HDTV

El cine digital (o D-Cinema) es un formato estándar de proyección de cine totalmente digitalizado para proyecciones comerciales. La norma D-Cinema ha sido creada por el consorcio Digital Cinema Initiatives, LLC (DCI), cuyos miembros son los principales estudios de Hollywood - Walt Disney Pictures, Fox Broadcasting Company, Paramount Pictures, Sony Pictures Entertainment Universal Studios y Warner Bros. Studios. El consorcio DCI emitió un documento detallado sobre el estándar D-Cinema, que lleva por nombre Digital Cinema System Specifications (especificaciones del sistema de cine digital). En el cine digital, las resoluciones están representadas por el recuento de píxeles horizontales, generalmente 2K (2048 × 1080 o 2.2 megapíxeles) o 4K (4096 × 2160 u 8.8 megapíxeles). A medida que la tecnología de cine digital mejoró a principios de la década de 2010, la mayoría de los cines de todo el mundo se convirtieron a la proyección de video digital.

## Características generales del Cine Digital
Estándar cargos D-Cinema, como su nombre lo indica, una totalmente digitalizadas proyecciones de películas. Debido a los componentes de muy alto costo (en la actualidad) para cumplir con las exigentes especificaciones de este sistema se puede poner en práctica de considerar sólo los grandes multicines donde las audiencias están poniendo cada vez más de la calidad actual del producto (en este caso la película).
Por supuesto que ha sido más bien un concepto teórico ejecutado lentamente (el primer checo cine cumple D-Cinema se inició a finales de 2008 en Dobřany cerca de Pilsen), que tiene por objeto la aplicación en el futuro más que ahora. 

## Digital Cinema Distribution Master (DCDM)
Digital Cinema Distribution Master es el paquete básico para el intercambio entre los estudios, respectivamente, distribuidor y el cine. Se trata de un conjunto completo y coherente de los datos necesarios para la proyección de la película y su promoción. Por lo tanto, puede contener no sólo la película, sino también los remolques y otros materiales de promoción que se utilizan para la promoción del cine multiplex en los monitores en el vestíbulo. 
El paquete DCDM contiene varios elementos:
- Imágenes
- Sonido
- Subtítulos

Todos los materiales transmiten DCDM paquete se divide en tres componentes anteriormente mencionados (es decir, la película se distribuye como un todo, pero está compuesto de vídeo, de audio y de subtítulos por separado) de conexión y la sincronización posterior se produce sólo cuando el destinatario, es decir, el cine.

### Picture
Todos los materiales componentes figurativos del DCDM envase deben cumplir con ciertos criterios.

### Resolución
En la industria del cine la resolución de la película se divide en dos categorías básicas - 2K y 4K:
| Tipo | PS     | HPX  | Vpx  | PSPX  |
| ---- | ------ | ---- | ---- | ----- |
| 2K   | 2.39:1 | 2048 | 858  | 01:01 |
| 2K   | 1.85:1 | 1998 | 1080 | 01:01 |

| Tipo | PS     | HPX  | Vpx  | PSPX  |
| ---- | ------ | ---- | ---- | ----- |
| 4K   | 2.39:1 | 4096 | 1716 | 01:01 |
| 4K   | 1.85:1 | 3996 | 2160 | 01:01 |

 PS - relación de aspecto; HPX - el número de píxeles horizontales; Vpx - número de píxeles verticales; PSPX - Proporción de píxeles 
Se requiere proporción de píxeles nativa (para el proyector y el material de video) a 1:01, pero se puede utilizar registro anamórfico, manteniendo al mismo tiempo los puntos cuadrados.

### Compresión
El material está en DCDM distribuido en forma de comprimido. Aquí se eligió la misma compresión, que se basa en JPEG 2000, es decir, Motion JPEG 2000 Standard Cine Digital, que no utiliza la compresión inter-frame. Cada trama se codifica de forma individual con o sin pérdidas de compresión JPEG 2000. El decodificador (para este tipo de investigación es una unidad samotatný) debe ser capaz de descomprimir material de 2K y 4K, incluso si el proyector es capaz de mostrar únicamente material de 2K. Up-o disminución de resolución (es decir sobremuestreo de datos que entran en el proyector desde el decodificador a una resolución más alta o más baja) A continuación se deja el proyector.

### Profundidad de color
La profundidad de color es de 36 bits (espacio de color X'Y'Z ", profundidad 12 bits, es decir: 36 bits/píxel)

### Sonido
El sonido de la DCDM deberá cumplir la norma PCM WAV, la tasa de muestreo de cada canal debe ser 48 o 96 kHz a 24 bits por muestra. 

## Subtítulos
Subtítulos pueden ser DCDM contenida en una o más de las siguientes formas:
- "Quemado" en la imagen
- Preparado en forma de archivos PNG (es decir, el título de una imagen PNG a)
- En un documento que contiene el texto y las especificaciones de su representación

El tercer método se llama ahorro de subtítulos de texto temporizado y es el menos exigente en términos de espacio en disco. Programado texto puede ser simplificado en comparación con los archivos de subtítulos. Srt o. Sub. Al utilizar este método, el fabricante también debe incluir la fuente de los subtítulos de la que hay que extraer los titulares, y debe contener al menos el juego de caracteres Unicode ISO Latin-primero